# Herman Willem Aberson

Familiewapen Aberson

Herman Willem Aberson (Ruurlo, 1739 – Doesburg, 1799) was verwalter-drost van de heerlijkheid Bredevoort.

## Biografie
Herman Willem Aberson werd gedoopt te Ruurlo op 18 maart 1739. Hij was een zoon van Adam Aberson, ontvanger van de verpondingen te Ruurlo, en Helena Maria Henry. Op 5 juni 1768 trouwde hij in Terborg met Maria Jacoba Bögell, dochter van Johannes Henricus Bögell en Susanna Maria Spoor. Zij kregen vijf kinderen.
Herman Willem was meester in de rechten en secretaris van het Richterambt van Doesburg. Op 8 april 1768 werd Herman Willem aangesteld als verwalter-drost van Bredevoort.